# 茂梅镇区
茂梅镇区是缅甸掸邦朗科县下辖的一个镇区，治所位于茂梅。